# Bromelina

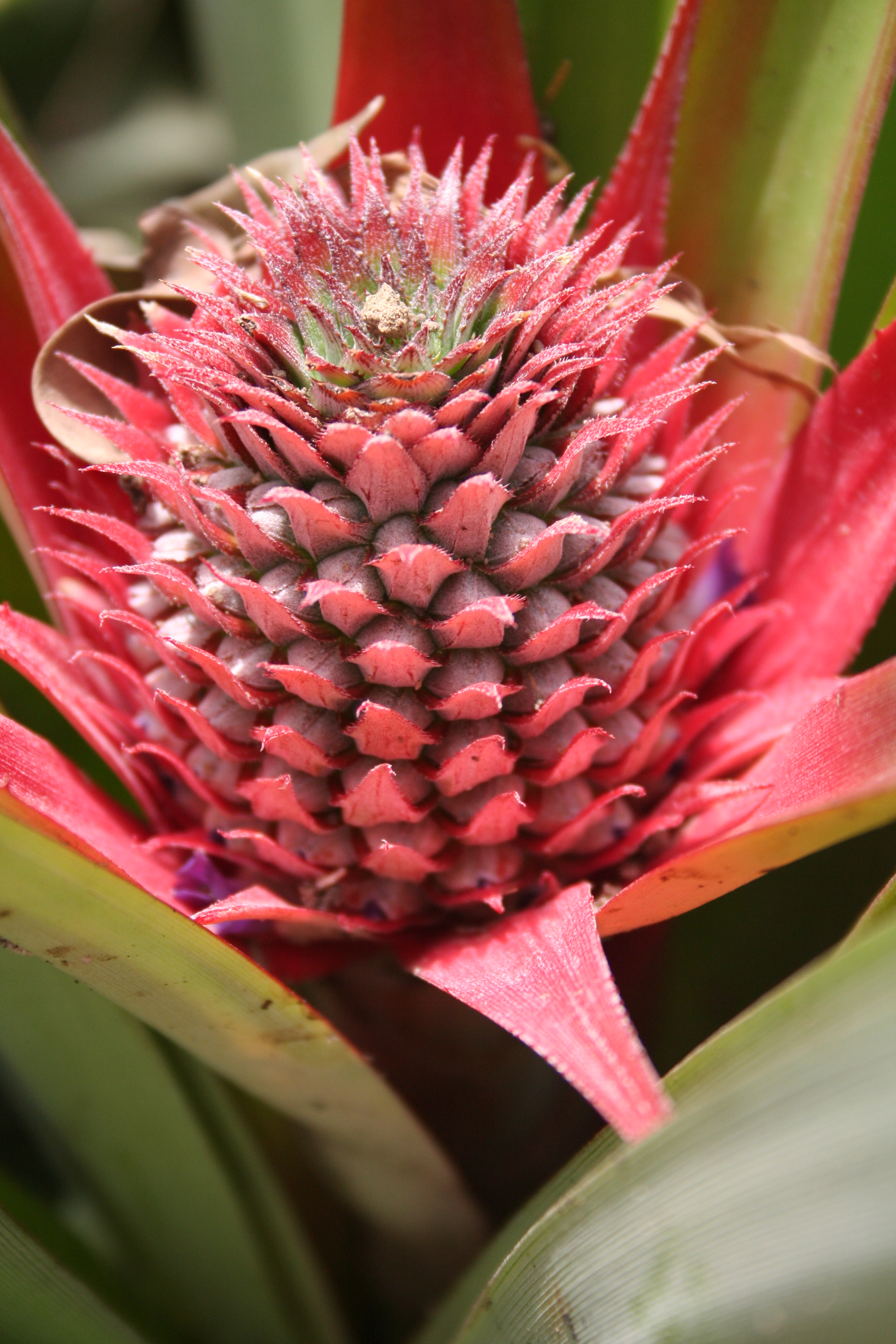
Ananas – roślina z rodziny bromeliowatych, które wytwarzają bromelinę

Bromelina, bromelaina – mieszanina enzymów proteolitycznych wytwarzana przez rośliny naz rodzaju bromeliowatych. Ananasy zawierają co najmniej pięć enzymów znanych pod wspólną nazwą bromeliny, dwa główne enzymy określane są jako bromeliny A i B. Wytwarzanie przez rośliny enzymów proteolitycznych jest strategią obronną przed larwami owadów, dla których są one toksyczne.

## Właściwości
Bromelina wykazuje aktywność w temperaturze 40–60 °C. Temperatura optymalna wynosi 50–60 °C. Bromelina jest aktywna w pH równym 4,0–8,0, natomiast pH optymalne mieści się w granicach 4,5–5,5.

## Zastosowanie
W przemyśle bromelina służy do zmiękczania mięsa.